# Sanda Cordoș
Sanda Cordoș (n. 2 august 1966, Bistra, județul Alba) este critic și istoric literar român. 

## Biografie
În 1984 a absolvit Liceul "Ady-Șincai", Cluj-Napoca, profil filologie-istorie și practica profesională în stenodactilografie. A urmat cursurile Universității Babeș-Bolyai, Facultatea de Filologie, secția română-latină, din Cluj între anii 1984 - 1988. Obține o bursă de studii în 1994 la Universita Gregoriana, Centro Studi e Ricerchi "E. Aletti", Roma, unde studiază antropologie, estetică, istoria artei, literatură comparată.  Face parte din gruparea echinoxistă. În 2000 își ia doctoratul în filologie la Universitatea din Cluj cu teza Literatura crizei și criza literaturii în veacul al XX- lea. Excurs în literatura română și rusă. Din 1988 a fost pe rând: profesor la Școala generală din Bodoc, județul Covasna (1988-1990); preparator (1990), asistent (1992) și lector (din 1998) la Facultatea de Litere a Universității din Cluj.  Din 2004 și până în prezent,  este conferențiar la Facultatea de Litere din Cluj, iar din 2007 este șefa Catedrei de literatură română, teoria literaturii și etnologie de la aceeași facultate. În 1985 debutează în Echinox și editorial debutează în 1999 cu volumul Literatura între revoluție și reacțiune. Problema crizei în literatura română și rusă a secolului XX.

## Volume
- Literatura între revoluție și reacțiune. Biblioteca Apostrof (1999, 2000);
- Problema crizei în literatura română și rusă a secolului XX (1999, ediția a doua adăugită 2002);
- Alexandru Ivasiuc: monografie, antologie comentată,receptare critică. Aula, (2001;
- În lumea nouă. Dacia, (2003);
- Ce rost are să mai citim literatura? (2004);
- Lumi din cuvinte. Reprezentări și identități în literatura română postbelică, Editura Cartea Românească( 2013);
- Ion Vinea: un scriitor între lumi și istorii (2013, ediția a doua adăugită 2017). Editura Școala Ardeleană, (2017);
- Spiritul critic la Cercul literar de la Sibiu (2009) - coordonator;
- Spiritul critic la Liviu Petrescu (2011) - coordonator;
- Poveste despre prietenie (împreună cu Ruxandra Cesereanu și Simona Popescu), Editura Școala Ardeleană, 2020.

## Volume colective
- Portret de grup cu Ioana Em. Petrescu (1991);
- Dicționar analitic de opere literare românești, coordonator Ion Pop, vol. I-IV (1998-2003), ediție definitivă (2007);
- T(z)ara noastră. Stereotipii și prejudecăți (2006);
- Romanian writers on writing (ed. Norman Manea, San Antonio, 2011).

## Afilieri
- Membră a Uniunii Scriitorilor din România.

## Premii și distincții
- 2000: Premiul „Ion Negoițescu” al Fundației Culturale Apostrof[2]